# The Outhere Brothers
The Outhere Brothers er en dance/technogruppe fra USA.

## Diskografi
- The album (1994)
- 1 Polish 2 biscuits and a fish sandwich(the remixes) (1995)

| Musikgruppe | Spire Denne artikel om en amerikansk musikgruppe er en spire som bør udbygges. Du er velkommen til at hjælpe Wikipedia ved at udvide den. |